# نهر العشار

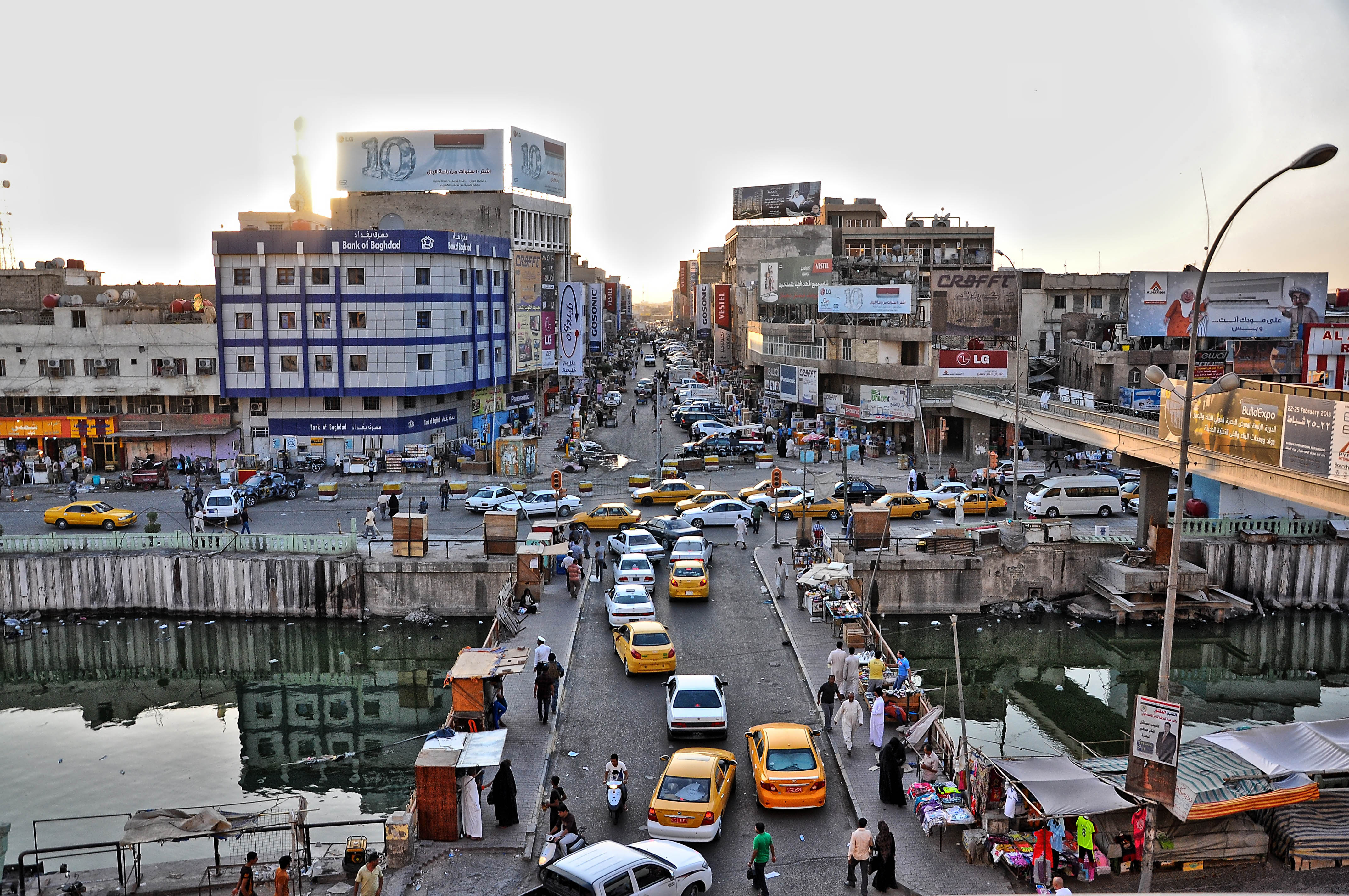
منظر لجسر الكويت المقام على نهر العشار ويظهر بداية شارع الكويت التجاري

نهر العشار هو أحد الأنهار الأربعة الرئيسية في البصرة وسُمّي بهذا الاسم نسبة لجباية ضريبة العشر التي تؤخذ على المحاصيل الزراعية استنادا إلى الوثائق العثمانية، ويقسم نهر العشار منطقة العشار إلى نصفين حيث قديما امتاز بصفاء مائه وجماله وكانت الأشجار والبيوت الجميلة والشناشيل والدكاكين على طرفيه والزوارق الكثيرة التي تجوبه محملة بالبضائع إضافة إلى الثروة السمكية الكبيرة التي كان يحتويها وكان يوجد بين مسافة وأخرى مدرّجات للوصول إلى النهر يستعملها أهالي البصرة للركوب في الأبلام (يطلق عليها البلم العشاري) والتي تمتاز بسعتها عن الأبلام الأخرى التي في شط العرب مثلاً من حيث سعة عدد الأشخاص حيث تستخدم للتنقّل أو التنزّه أو نقل البضائع. والآن أصبح يوجد مليان تنظيف نهر وأصبح نوعا ما جميل ونظيف.

## جسوره والمعالم المطله عليه قديما وحديثا

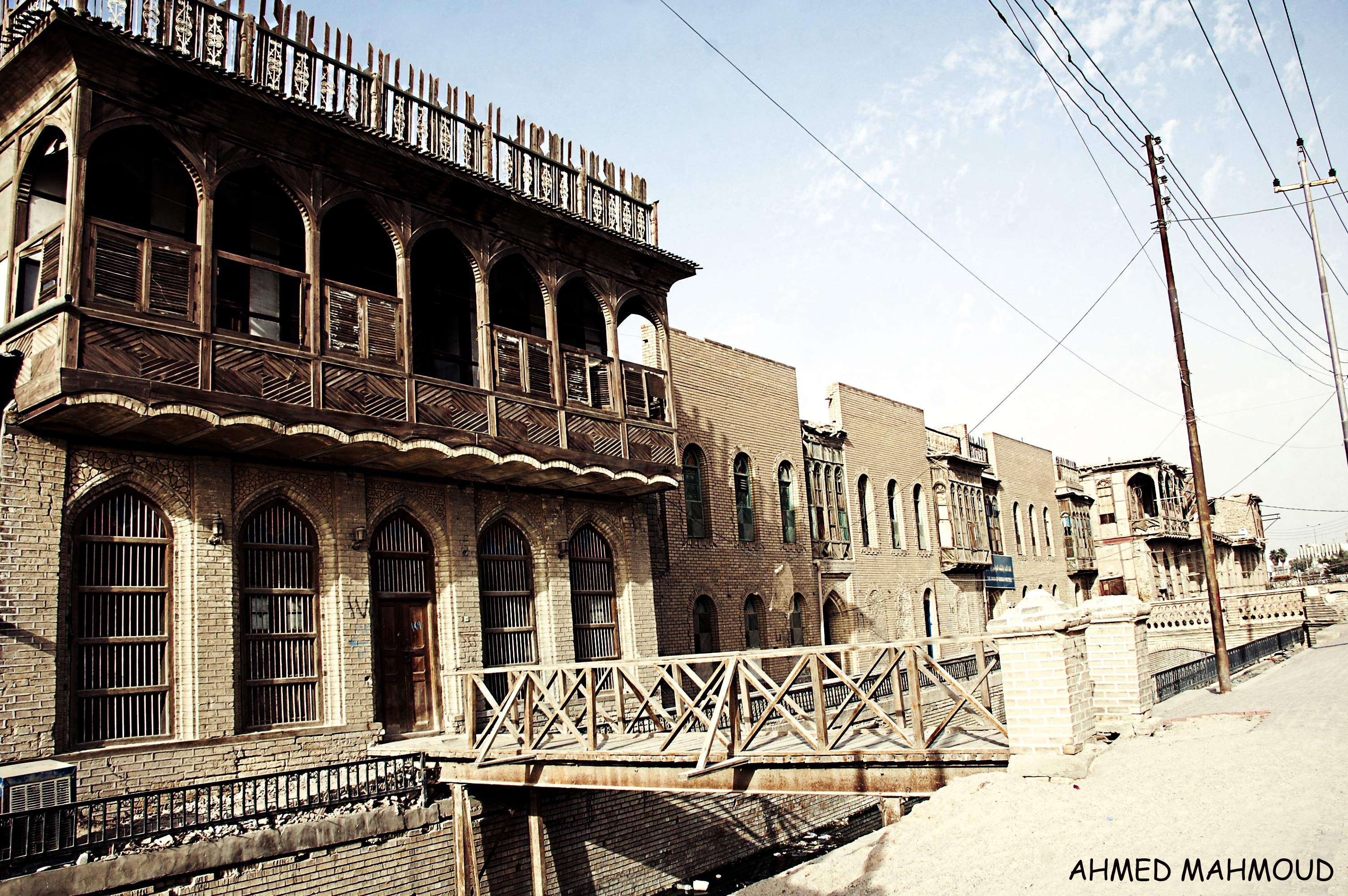
أحد البيوت التراثية المطلة على نهر العشار في منطقة البصرة القديمة

وتقطع النهر عدّة جسور أهمها وأبرزها هي جسر المقام عند جامع المقام ويليه جسر الهنود أو المغايز الذي كان خشبيا جنب سوق المغايز والصيدليات وجسر باور هاوس وجسر الغربان عند متوسطة البصرة وهناك جسور مشاة كثيرة أبرزها جسر يامين (الصبخة الكبيرة) عند شناشيل البصرة، كما تقع على النهر العديد من البنايانات والأماكن المهمة ففي صدر نهر العشار تشاهد سجن السراي ومخفر سوق الدجاج ومحلة سوق الدجاج والبنك العربي الذي يقع على ضفة نهر العشار (نهر الأمير) وبناية الكمرك في فوهة النهر ولحظة مرورك قرب جسر المغايز تشاهد ساعة سورين كان ارتفاع هذه الساعة عشرة أمتار وكان هنالك طاق بنيت في الثلاثينات من القرن العشرين بجهود عيس عيسالي وآخرون وهدمت في الستينات وذلك لأسباب أهمّها أنها ليست تراثية مقابل عمارة النقيب والتي أُزيلت في زمن محافظ البصرة محمد الحياني زمن حكم الرئيس عبد السلام عارف،  ولم يبقَ منها سوى الصور والذكريات، كذلك تشاهد بالقرب من هناك محلات الكرزات والمقاهي والسينمات كسينما شط العرب الصيفي وسينما الحمراء الشتوية، ويوجد أيضا ساحة لنقل الركاب إلى البصرة القديمة وأبي الخصيب بجنب عمارة النقيب (مقابل جسر الكويت حاليا) تحيط بها عدد من محلات الأجهزة الكهربائية كمخزن حافظ القاضي ومخزن السيد عبد الشطري (مخزن تجهيزات اللواء) الذي كان يتوسط هذه الساحة، كما يوجد قديما العديد من الفنادق على نهر العشار أهمها فندق عراق بالاس في محلة السيف وفندق جميلة بالاس وفندق كرانداوتيل وفندق الميناء الذي يقع في محلة البجاري.

## تاريخ حفره وعمليات تطوره
تم حفر نهر العشار في عهد الوالي العثماني محمد هدايات باشا عام 1878م من مدخل شط العرب حيث كانت بناية مديرية الكمارك هناك ثم أُعيد تنظيفه في زمن عبد الله باشا عام 1890م وشارك في هذه العملية الآلاف من أبناء الفلاحين والعشائر واستمر مسلسل التنظيفات للنهر نتيجة كثرة تراكم الترسبات في تلك الفترة وخسارة الكثير من أجزائه فنُظِّف وفي عهد الوالي فخري باشا عام 1904م ثم مرة أخرى في عهد ولاية الوالي سليمان النظيف الذي تولّى الحكم في نوفمبر عام 1910، كما طُوّر في عهد الملكية في زمن الملك فيصل الأول وكذلك في عهد الملك غازي الابن الأكبر للملك فيصل وكذلك خلال فترة وصاية عبد الإله في زمن الملك فيصل الثاني حيث تم وضع السياج الحديدي وتبليط جوانب رصيف النهر، وخلال هذه الفترة تم حفره من جديد في ثلاثينات القرن الماضي من قبل سُجناء سجن البصرة بعد أن أُغلق بواسطة سدة لمنع تدفق المياه إليه وتم فتحها بعد الإنتهاء من عمليات الحفر التي وصلت إلى منطقة الصبخة في البصرة القديمة، كما شهد النهر الكثير من التطويرات خلال الحكم الجمهورية لكنها قلّت بعد حرب الخليج الثانية حيث كان آخرها عام 1989 بعد انتهاء الحرب العراقية الإيرانية حيث تم رصف ضفاف النهر بالحجر وإنشاء جسر مقابل مبنى المحافظة القديمة.

## بعد احتلال العراق
بعد احتلال العراق عانى نهر العشار من النسيان والإهمال حاله كأغلب أنهار محافظة البصرة حتى من أبسط الخدمات وخسرت البصرة الكثير من جماليتها بسبب تلوّث مياه هذا النهر بمياه المجاري وتراكم النفايات فيه. كما خسرت الكثير الأشجار والأبنية الأثرية والقديمة المحيطة به , وأصبح نهر العشار مصدرا لكثير من الأمراض. ولم يشهد سوى عمليات تطوير قليلة أهمها رصف الرصيف المجاور له بالحجر الملوّن وتطوير العدد القليل من ذنائبه ورغم ذلك فتحت المحلات أبوابها من جديد وكورنيش العشار عاد ليزهو بالبصريين ومدينة الألعاب عادت لتملأها العوائل البصرية.